# Beatrice av Burgund
Beatrice av Burgund, död 1310, var en fransk vasallherre. 
Hon var regerande dam av Bourbon mellan 1288 och 1310.